# Gdynia Wielki Kack
Gdynia Wielki Kack – zlikwidowana stacja kolejowa położona w Gdyni, w dzielnicy Wielki Kack.

## Ruch pasażerski
| Rok  | Wymiana pasażerska na dobę |
| ---- | -------------------------- |
| 2017 | 150-199                    |

Pierwsza stacja o nazwie Kack Wielki powstała w 1921 przy budowie linii kolejowej Gdynia - Kokoszki i znajdowała się kilkaset metrów na zachód od obecnej stacji, przy dzisiejszej ulicy Starodworcowej. Po starej stacji zachowały się budynki stacyjne, które obecnie pełnią funkcje mieszkalne.
Istniejąca obecnie stacja powstała w 1930 podczas budowy magistrali węglowej i zlokalizowana jest przy ulicy Nowodworcowej. W 2015 stacja została gruntownie zmodernizowana.

## Historia
W ramach budowy Pomorskiej Kolei Metropolitalnej powstał w 2017 nowy przystanek o nazwie Gdynia Karwiny. W związku z tym stacja Gdynia Wielki Kack została wyłączona z eksploatacji pasażerskiej, obsługując jedynie tor dodatkowy dla ruchu towarowego oraz splot torowy przy przystanku Gdynia Karwiny, również leżącym w obrębie urządzeń stacji Gdynia Wielki Kack.
W 2019 zespół zabudowy stacji trafił do rejestru zabytków.